# BK Vostok-65 Joezjno-Sachalinsk
Basketbolnyj kloeb Vostok-65 Joezjno-Sachalinsk (Russisch: Баскетбольный клуб Восток-65 Южно-Сахалинск) was een professionele basketbalclub uit de Russische stad Joezjno-Sachalinsk.

## Geschiedenis
De club werd opgericht in 2018. De club is eigendom van Oleg Kan, een grote Sachalin-visfabrikant, die actief sport en andere sociale initiatieven ondersteunt via het Rodnye Ostrov-fonds. De basis voor de oprichting van de club was het Sachalin Joezjno-Sachalinsk basketbalteam, dat eerder in Superliga B had gespeeld. Het logo van de club is gebaseerd op een basketbal met de tekst V-65 erin. De V is voor Vostok en het cijfer 65 is van de regio waar de club speelt. In 2020 werd de club derde om het Bekertoernooi van Rusland. In 2021 stond Vostok-65 in de Bekerfinale van Rusland. Ze verloren van Temp-SUMZ-UMMC Revda over twee wedstrijden met een totaalscore van 145-162. In 2021 werd de club opgeheven.

## Erelijst
- Bekerwinnaar Rusland:
  - Tweede: 2021
  - Derde: 2020

## Bekende (oud)-spelers
- Aleksej Goljachov
- Andrej Ivanov
- Grigori Tsoechovtsov

## Bekende (oud)-coaches
- Edoeard Sandler (2018-2020)
- Edoeard Raoed (2020-2021)